# Монтичелли, Марио
Марио Монтичелли (итал. Mario Monticelli; 16 марта 1902, Венеция — 30 июня 1995, Милан) — итальянский шахматист; почётный гроссмейстер (1985).

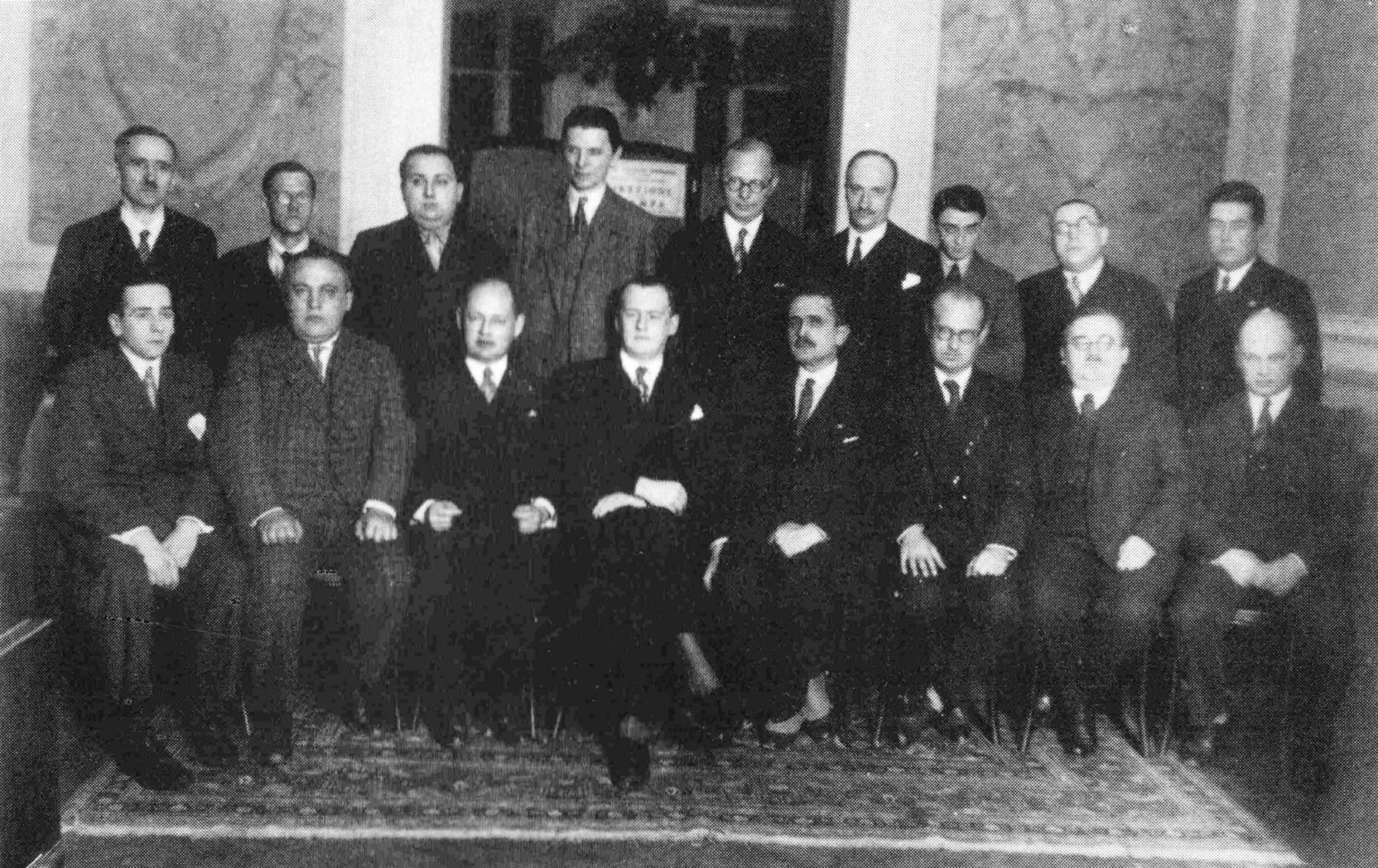
Участники турнира в Сан-Ремо (1930 г.). Сидят (слева направо): Колле, Боголюбов, Шпильман, Алехин, Росселли (председатель оргкомитета), Нимцович, Видмар, Тартаковер. Стоят (слева направо): Ауэс, Ейтс, Грау, Мароци, Кмох, Роми, Монтичелли, Рубинштейн, Арайса.

Трехкратный чемпион страны (1929, 1934 и 1939). В составе команды Италии участник 5 олимпиад (1927—1935). На международном турнире в Будапеште (1926) разделил 1-2-е место с Э. Грюнфельдом (впереди А. Рубинштейна, Р. Рети, С. Тартаковера и других). Лучшие результаты в других международных соревнованиях: Барселона (1929) — 4-5-е; Милан (1938) — 1-2-е; Венеция (1947) — 4-е места.
Приобрела известность ловушка Монтичелли: 1. d4 Кf6 2. c4 e6 3. Кf3 Сb4+ 4. Сd2 Сxd2+ 5. Ф:d2 b6 6. g3 Сb7 7. Сg2 0-0 8. Кc3 Кe4 9. Фc2 К:c3 10. Кg5 (партия Монтичелли — Прокеш, Будапешт, 1926 г.).